# 让-夏尔·皮舍格吕

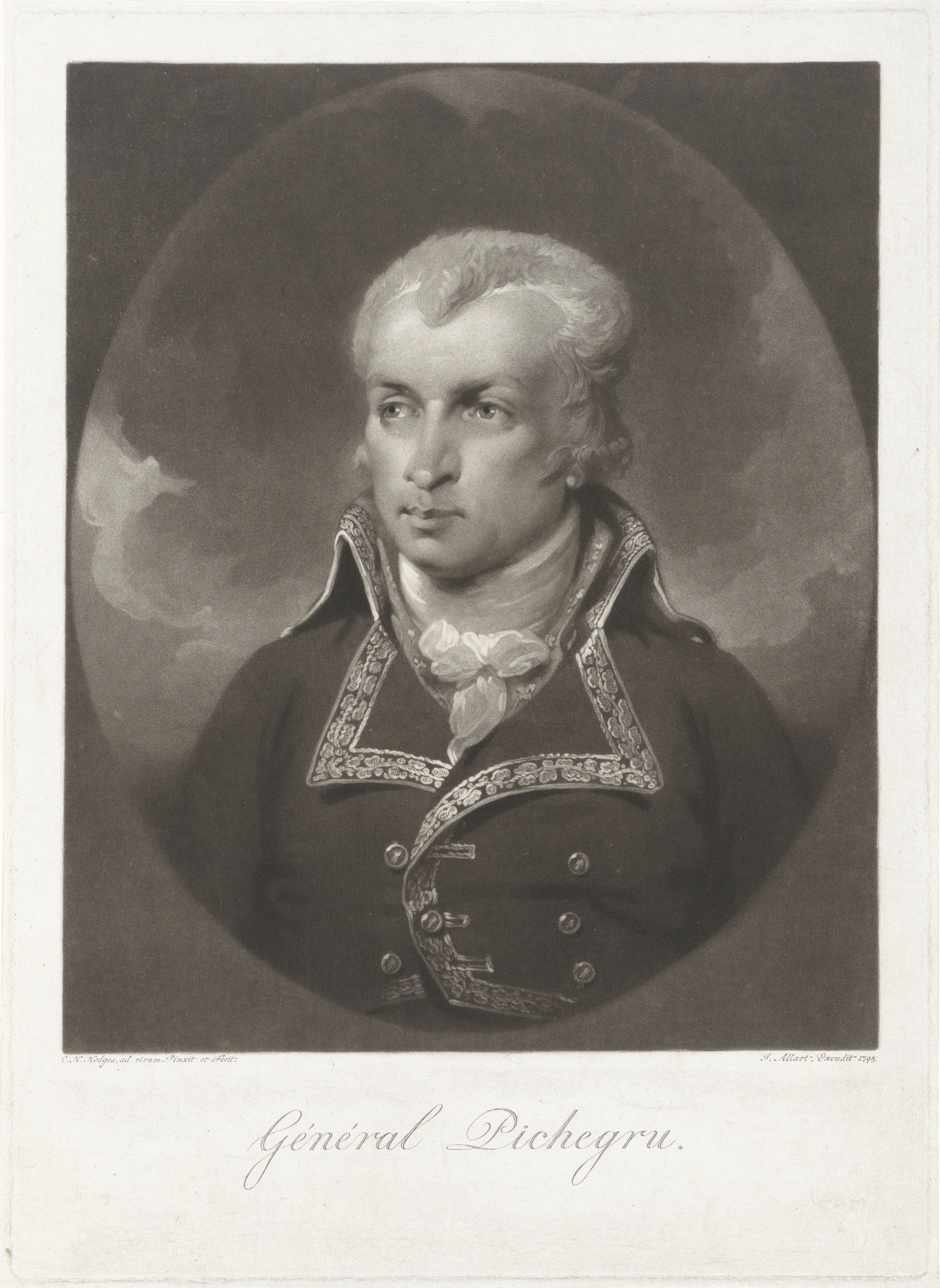
让-夏尔·皮舍格吕

让-夏尔·皮舍格吕（法語：Jean-Charles Pichegru，法語發音：[ʒɑ̃ ʃaʁl piʃəɡʁy]；1761年2月16日—1804年4月5日）是法国大革命战争期间法国一位有争议性的将领。他曾率法国军团占领比利时与荷兰。

## 生平
皮舍格吕出生在汝拉省的阿尔布瓦，是一个农民的儿子。最初在修士那里接受教育，后来进入布列讷堡的军事学校教授数学。拿破仑·波拿巴是他的学生。1783年，他进入第一炮兵团，被迅速提升为副官、少尉，并曾短暂地参加美国独立战争。
法国大革命爆发之后，皮舍格吕成为贝桑松地区雅各宾俱乐部的领袖，加尔省的志愿军途经该镇的时候他加入军队，成为中校。
此后，他加入法国革命军，服役于莱茵军团，因为能力出众被提升为准将。1793年被派往北方的法兰德斯作战，1795年击败奥地利军队，占领比利时与荷兰，从而成名。
后来皮舍格吕成为保王党重要领袖之一，当选议会的议员。1797年，奥热罗发动果月十八日政变，皮舍格吕与巴泰勒米等人被捕，同十四名同党一起被流放到法属圭亚那的卡宴。后来他与其他七人逃亡到帕拉马里博，从那里乘船逃往美国。随后前往英国，成为亚历山大·科尔萨科夫的幕僚，积极参与组织第二次反法同盟。
1803年8月，皮舍格吕与乔治·卡杜达尔一起秘密返回巴黎，组织保王党人起义，对抗第一执政拿破仑·波拿巴。但皮舍格吕被一位朋友出卖，于1804年2月28日被捕，后来在狱中被缢死。官方宣称他是自杀而死的，但人们普遍认为官方报告有假。